# 苏家堡故城
苏家堡故城，位于中国青海省大通县景阳镇苏家堡村，为第七批青海省文物保护单位，公布日期为2004年5月10日，类型为古遗址。
苏家堡故城的历史年代为明、清。